# Biergarten

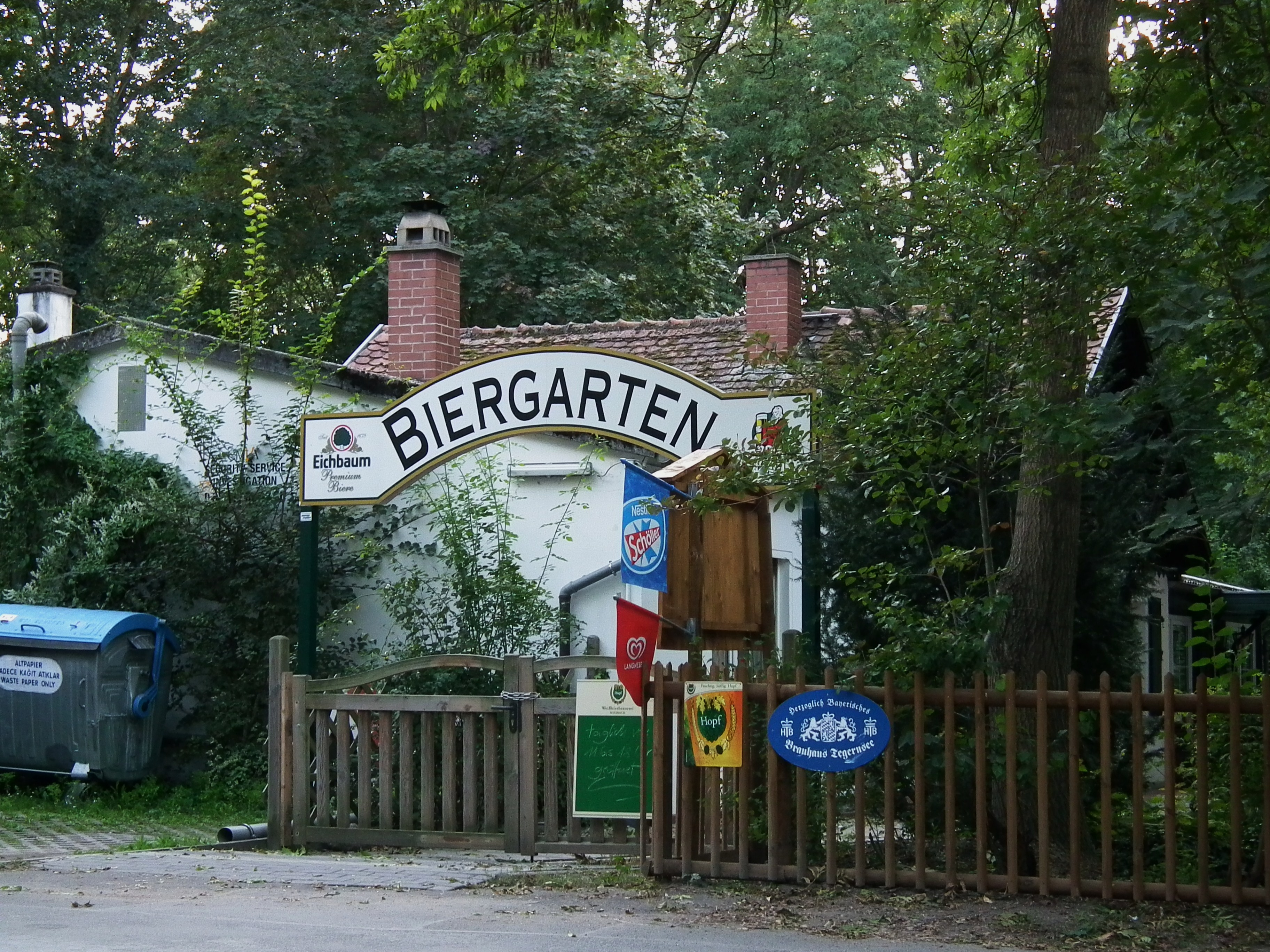
L'ingresso di un biergarten a Worms

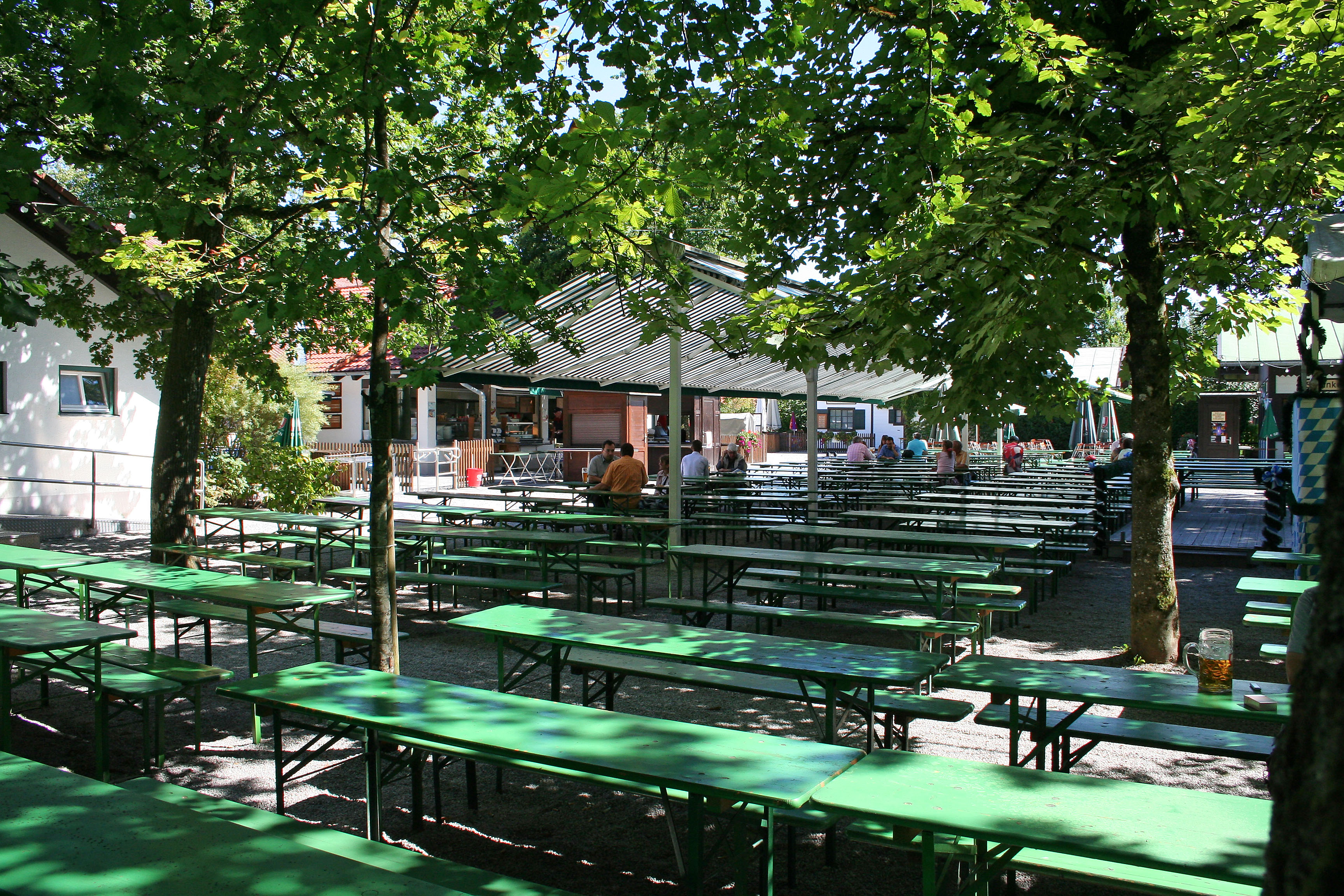
Il Kugler Alm Biergarten di Oberhaching vicino a Monaco di Baviera

Un Biergarten, letteralmente, in italiano, "giardino della birra", è uno spazio all'aria aperta nel quale vengono servite e si possono consumare bevande alcoliche, in particolare la birra.
Di norma, è situato in prossimità di strutture come i birrifici o le grosse birrerie o  Bierhalle tedesche, che possono servire un grande numero di clienti. All'ora di merenda, si possono consumare anche piatti, come l'obatzda.

## Storia
I biergarten si svilupparono in Baviera nel XIX secolo, periodo durante il quale era predominante la vendita della birra lager scura. Secondo un decreto del re Luigi I, questa avrebbe dovuto essere prodotta durante i mesi freddi, dal momento che la fermentazione doveva avvenire tra i 4° e gli 8° di temperatura. Al fine di fornire questa birra anche durante il periodo estivo, i grandi birrifici scavarono delle cantine lungo le rive del fiume Isar, che permettevano di tenere la birra al fresco. Per tenere ancora più bassa la temperatura all'interno delle cantine, gli argini del fiume furono coperti di ghiaia e furono piantati dei castagni in modo che garantissero una buona ombra in estate.
In seguito, le cantine della birra furono usate, non solo per conservare, ma anche per servire la birra. Tra gli alberi furono posizionati semplici tavoli e panche di legno, e presto i beer garden divennero un'attrazione popolare per i cittadini di Monaco. Tutto ciò preoccupò i piccoli birrifici che erano rimasti a Monaco, che per evitare un'ulteriore perdita di clienti, fecero una petizione a Luigi I, per vietare che le cantine della birra nei dintorni di Monaco servissero cibo. Di conseguenza i clienti dovettero portarsi il cibo da casa.
Attualmente questo decreto non è più in vigore e molti biergarten servono cibo. Tuttavia secondo il Bayerische Biergartenverordnung (Decreto bavarese sui biergarten) tuttora dovrebbero permettere ai loro clienti di portarsi le pietanze da casa. I biergarten più recenti sono chiamati "tradizionali" e in estate rappresentano un'alternativa economica e conveniente ai costosi ristoranti in città e sono diventati parte importante della vita di molti cittadini.
Il Waldwirtschaft vicino a Pullach e il Kugler-Alm, sono fra i più antichi biergarten. Il più grande del mondo è l'Hirschgarten di Monaco (8.000 posti a sedere).

## Biergartennel mondo
Ormai, in molti paesi del mondo si trovano locali con annesso un biergarten. In Austria, viene chiamato Gastgarten (giardino degli ospiti). In Italia, come in molti altri paesi in cui è vietato fumare all'interno dei locali pubblici, spesso i biergarten sono organizzati con riscaldamento e musica per i clienti.